# Amber Bradley
Amber Bradley (* 19. Mai 1980 in Wickham, Western Australia) ist eine ehemalige australische Ruderin.

## Karriere
Die 1,78 m große Amber Bradley vom Perth Rowing Club gewann 1997 bei den Junioren-Weltmeisterschaften den Titel im Einer. Zwei Jahre später nahm sie im Doppelvierer an den Weltmeisterschaften in der Erwachsenenklasse teil und belegte den elften Platz. 2001 siegte sie im Doppelvierer bei den (inoffiziellen) U23-Weltmeisterschaften. Bei den Weltmeisterschaften 2001 belegte sie zusammen mit Kelly Matthews, Sally Robbins und Donna Martin den vierten Platz. Ein Jahr später ruderte Dana Faletic für Matthews, der australische Doppelvierer belegte erneut den vierten Platz bei den Weltmeisterschaften. Bei den Weltmeisterschaften 2003 in Mailand gewannen Jane Robinson, Dana Faletic, Kerry Hore und Amber Bradley den Titel vor den Booten aus Weißrussland und Deutschland. Für Jane Robinson wechselte 2004 Rebecca Sattin ins Boot. In der Besetzung Faletic, Sattin, Hore und Bradley erreichte das Boot das A-Finale bei den Olympischen Spielen 2004 in Athen. Im Finale erreichten die Australierinnen mit 42 Hundertstelsekunden Rückstand auf den dritten Platz als Vierte das Ziel. Durch die spätere Doping-Disqualifikation der Ukrainerin Olena Olefirenko gewannen die Australierinnen im Nachhinein die Bronzemedaille hinter den Deutschen und den Britinnen.
2005 trat Bradley zusammen mit Sally Kehoe im Doppelzweier an, die beiden gewannen die Bronzemedaille bei den Weltmeisterschaften 2005. Für die Saison 2006 wechselte Amber Bradley vom Skull- zum Riemenrudern. Im Ruder-Weltcup trat sie im Zweier ohne Steuerfrau und im Achter an. Bei den Weltmeisterschaften 2006 in Eton siegten im Vierer ohne Steuerfrau die Australierinnen Robyn Selby Smith, Jo Lutz, Amber Bradley und Kate Hornsey. Alle vier Ruderinnen traten auch im Achter an und gewannen in dieser Bootsklasse die Bronzemedaille. 2007 kehrte Bradley zum Skull zurück und belegte zusammen mit Kerry Hore im Doppelzweier den neunten Platz bei den Weltmeisterschaften 2007. Ihre letzte große Regatta ruderte Amber Bradley bei den Olympischen Spielen 2008 in Peking. Mit Zoe Uphill, Kerry Hore und Amy Clay erreichte sie im Doppelvierer den sechsten Platz. 